# مسابقه آواز یوروویژن ۱۹۵۷
مسابقه آواز یوروویژن ۱۹۵۷ ۲مین دوره از مسابقات آواز یوروویژن بود که در Großer Sendesaal des hessischen Rundfunks، فرانکفورت، آلمان غربی برگزار شد. برنده آن کشور هلند بود. مجری این دوره از مسابقات آناهید ایپلیکجیان بود.